# Ruud Kras
Ruud Kras (Volendam, 31 maart 1982) is een Nederlandse voetballer. Sinds de zomer van 2009 staat Kras onder contract bij FC Zwolle. Op 12 augustus 2010 werd echter bekendgemaakt dat Kras een jaar op huurbasis voor Sparta Rotterdam zou gaan spelen.

## Statistieken
| Seizoen | Club             | Land      | Competitie     | Wed. | Goals |
| ------- | ---------------- | --------- | -------------- | ---- | ----- |
| 1999/00 | FC Volendam      | Nederland | Eerste divisie | 1    | 0     |
| 2000/01 | FC Volendam      | Nederland | Eerste divisie | 32   | 0     |
| 2001/02 | Ajax             | Nederland | Eredivisie     | 0    | 0     |
| 2002/03 | → FC Zwolle      | Nederland | Eredivisie     | 31   | 0     |
| 2003/04 | → FC Volendam    | Nederland | Eredivisie     | 30   | 0     |
| 2004/05 | Ajax             | Nederland | Eredivisie     | 0    | 0     |
| 2005/06 | FC Dordrecht     | Nederland | Eerste divisie | 36   | 1     |
| 2006/07 | FC Dordrecht     | Nederland | Eerste divisie | 28   | 1     |
| 2007/08 | FC Dordrecht     | Nederland | Eerste divisie | 35   | 0     |
| 2008/09 | FC Dordrecht     | Nederland | Eerste divisie | 36   | 3     |
| 2009/10 | FC Zwolle        | Nederland | Eerste divisie | 23   | 3     |
| 2010/11 | Sparta Rotterdam | Nederland | Eerste divisie | 21   | 1     |
| 2011/12 | Sparta Rotterdam | Nederland | Eerste divisie | 6    | 0     |
| Totaal  | Totaal           | Totaal    | Totaal         | 271  | 9     |